# Гасило

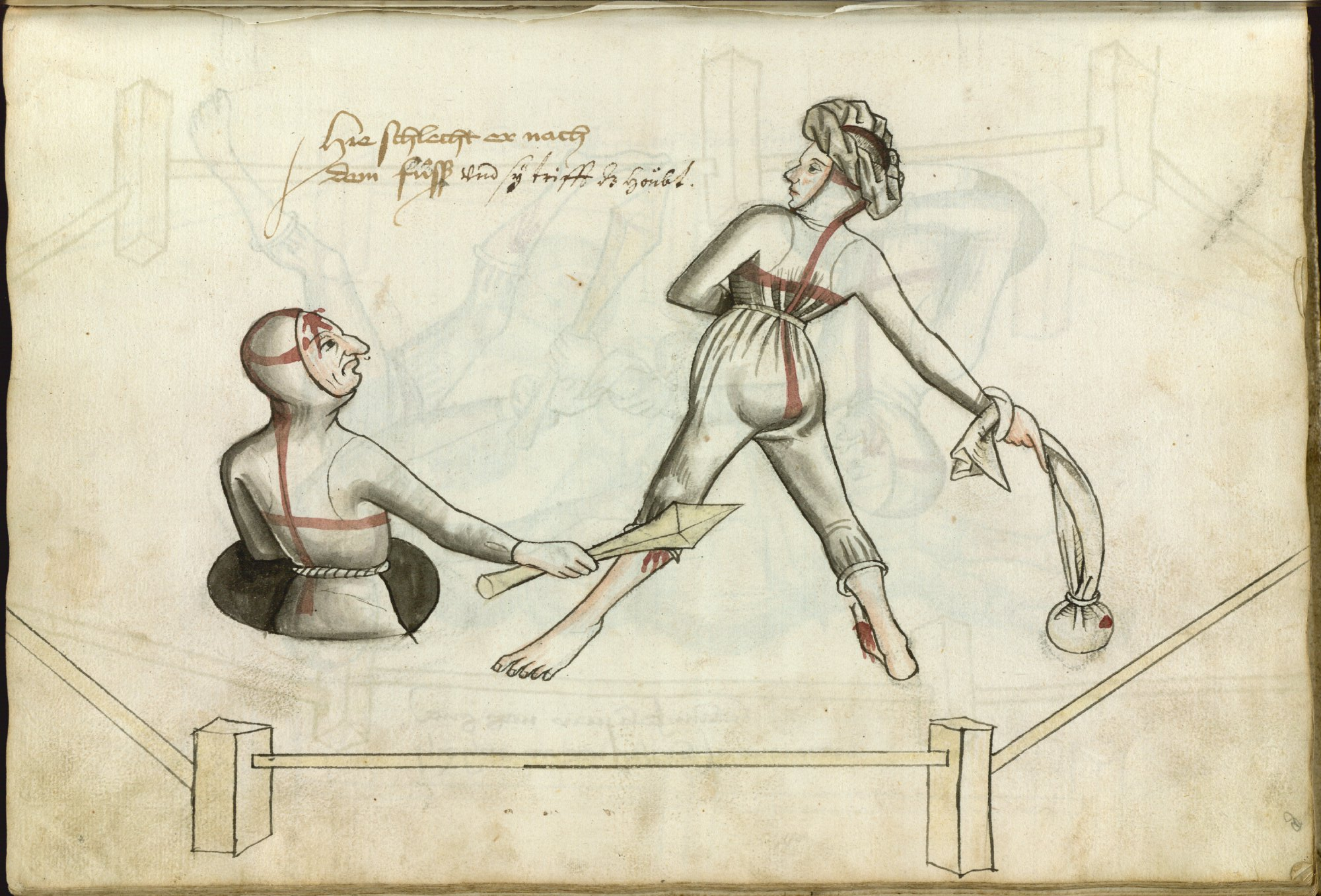
Использование простейшего гасила в судебном поединке. Иллюстрация к трактату Тальхоффера, 1459 год

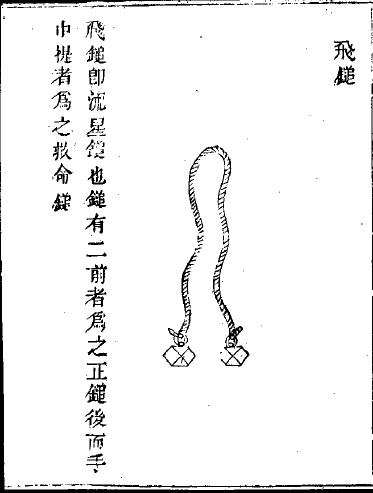
Парный молот-метеор. Иллюстрация из китайского трактата Убэй чжи, XVII век

Гаси́ло — холодное оружие ударно-раздробляющего действия, представляющее собой ударный груз, закреплённый на гибком подвесе (верёвке, ремне, цепи), которое иногда на другом конце имеет петлю, за счёт чего его можно надеть на руку. Обычно называется разновидностью кистеня, однако из-за отсутствия рукояти представляет собой отдельный вид оружия. Некоторые исследователи считают его разновидностью боласа.
Ударный груз, как правило, представлял собой металлическую (либо сделанную из другого твёрдого материала) гирьку, нередко аналогичную билу кистеня в странах, где он был известен. Импровизированное гасило легко мастерится из подручных средств. Подвес с противоположной стороны обычно завязывался петлёй для руки. В некоторых разновидностях с двух сторон подвеса закреплялось по ударному грузу.
Конструктивно близкими к гасилу являются типы оружия, в которых в качестве ударного груза используется наконечник в виде дротика (шэнбяо) или клинка, или крюков (фэйгоу). Они предназначены, главным образом, для нанесения колотых повреждений остриём, или зацепов крюками, а не для простых ударов.

## Применение
Ударным грузом гасила могли наноситься удары по круговой траектории, как и кистенём. Применялось оно и для бросковых ударов или в качестве метательного оружия, с возможностью вернуть после броска, в частности — для первого, неожиданного удара. Данная техника обуславливается большей скрытностью оружия, а также длиной подвеса, достигающего подчас нескольких метров. В зависимости от длины подвеса, при работе гасилом использовалась как одна, так и две руки. У некоторых народов подобное оружие использовалось для захватов и удушений.

## История
Подобное оружие применялось в качестве боевого и охотничьего многими народами.

### Россия
На Руси и в Российской империи гасила были народным оружием и, наряду с кистенями и цепами, широко использовались для самообороны, а преступниками — и для нападения, вплоть до начала XX века, но имели хождение и позднее. Посетивший в XVII веке Москву Олеарий писал: 

Рукава у них почти такой же длины, как и кафтаны, но очень узки; их они на руках собирают во многие складки, так что едва удаётся просунуть руки; иногда же, идя, они дают рукавам свисать ниже рук. Некоторые рабы и легкомысленные сорванцы носят в таких рукавах камни и кистени, что нелегко заметить: нередко, в особенности ночью, с таким оружием они нападают и убивают людей.
— Адам Олеарий. «Описание путешествия Голштинского посольства в Московию и Персию»
О применении этого оружия для самообороны своим прадедом-помещиком в XVIII веке коротко сообщал В. М. Жемчужников: 

Сам же прадед не показал и вида, что слышит что-либо, сидел хладнокровно и только потихоньку надел кистень на руку, ещё не зная наверное, из-за чего идёт драка. NN, напротив, видимо удивлён был этим шумом, потому что не ожидал никакого сопротивления. Полагая, что всех споил, как следует, сначала он прислушивался к крикам, потом, заключив, вероятно, что его дружине пришлось плохо, собирался было выйти, но в это самое время в дверь вошёл стремянный и объявил прадеду, что хотят увезти его жену. Прадед вскочил, как бешеный, взмахнул кистенем и хлопнул им в голову своего противника: NN упал мёртвый. Убийца был сослан в Сибирь, потом прощён.
— Записки В. М. Жемчужникова

А ты бы взял — раз послабей — гирьку, привязал бы ее на ремешок да гирькой бы его по башке. Я тоже смирный был, маленький-то, ну, один извязался тоже, проходу не дает. Я его гирькой от часов разок угостил — отстал.
— Василий Шукшин "Охота жить"
В данных цитатах речь шла именно о гасилах — оружии без рукояти. В XIX — начале XX веках в качестве ударных грузов простонародных гасил нередко использовали гирьки весом от 1/8 до 1 фунта. Такая гирька прикреплялась к ремню длиной 60—70 см, снабжённому петлёй для надевания на кисть руки. В некоторых случаях вместо чугунных гирек использовали кованные, нередко с гранями или шипами для усиления поражающего воздействия. Подобные гасила были в широком распространении, в частности, использовались ямщиками для самообороны, а подчас применялось и в кулачных боях. Технику работы гасилом в России описал В. И. Даль: «Кистень летучий, гиря на ремне, который наматывается, кружа, на кисть, и с размаху развивается; бивались и в два кистеня, в-оберучь, распуская их, кружа ими, ударяя и подбирая поочерёдно; к такому бойцу не было рукопашного приступа».
Известно гасило «еврейская нагайка», применявшееся для самообороны против лиц, совершавших еврейские погромы. Представляло собой кусок резины со свинцовой гирькой, прикреплённой на конце. Резина часто заменялась короткой спиральной пружиной, употребляемой для лучшего притвора дверей. Такую «нагайку» носили в рукаве, пуская в дело внезапным взмахом руки.

### Дальний Восток
В Китае существовало гасило лю син чуй — «молот-метеор», которое представляло собой ударный груз на верёвке от 3 до 6 метров. Существовала его разновидность с грузами на двух концах верёвки, в этом случае её длина была меньше. В Японии применялось оружие, аналогичное парному молоту-метеору — сурудзин, состоящее из верёвки длиной 1,5—3 м, на концах которой были закреплены грузы. В кусари-фундо, хосо-фундо и манрики-гусари в качестве подвеса обычно использовалась цепь длиной менее метра. Мусубинава и торинава представляли собой верёвку значительной длины, на конце которой крепился небольшой груз. Гасила в Японии использовались в искусстве связывания ходзё-дзюцу.

### Другие регионы
На тебризской миниатюре начала XIV века есть изображение гасила, состоящего из ремня, свисающего из рукава, к которому прикреплён ударный груз сложной формы (возможно, многолопастной).
На Западе среди преступников в XIX веке были распространены гасила slungshot, ведущие происхождение от морского инструмента. Их носили в рукавах или карманах и использовали для внезапного нападения, поэтому были запрещены во многих странах.
В Новой Зеландии подобное оружие называлось «мэр» и состояло из верёвки, сплетённой из растительных волокон, с подвязанным на неё камнем.
В качестве гасила могло использоваться метательное индейское оружие болас.

## Гасило в массовой культуре
- В романе Б. Акунина «Пелагия и красный петух» одноглазый убийца вооружён гасилом, состоящим из гирьки, закреплённой при помощи проволочной пружины на запястье и легко прятавшимся в рукаве.
- В книге В. Доценко «Тридцатого уничтожить!» главный герой вооружён гасилом, состоящим из небольшой гирьки на тонкой цепочке, найденным им в сейфе Четвёртого и с успехом применённым при побеге с базы.
- В фильме «Убить Билла» неким подобием гасила (точнее, его японской разновидности — сурутина[англ.]) вооружена Гого — телохранитель О-Рен Ишии.
- В фильме «Султан Бейбарс» показано применение подобного оружия в виде заострённой гирьки на длинной цепи, которой не бьют по круговой траектории, а с размаху выбрасывают остриём вперёд.
- В повести Алексея Толстого «Гадюка» убийцы воспользовались «пятифунтовой гирькой на ремешке».
- Им пользуется Человек-ястреб в комиксе Hawkman vol 1 # 4, The Machine that magnetized Men!
- В фильме «Храброе сердце» с помощью металлического шара на цепи (гасила) Уильям Уоллес уничтожает одного из предавших его дворян в опочивальне прямо в его постели.
- В первом сезоне северокорейского мультсериала «Юный полководец» гасилом, в виде моргенштерна на цепях в двух вариациях (который можно намотать на руку и который с обеих сторон оканчивается билом), сражается один из злодеев по имени Чхокпари.